# Athelstaneford
Athelstaneford is een dorp in het Schotse graafschap East Lothian, dat bestuurlijk onder North Berwick valt. Het bevindt zich op een vijftal kilometer ten noordoosten van Haddington. Volgens de overlevering is Athelstaneford de plaats waar de vlag van Schotland ontstond. In een duiventoren achter de dorpskerk is sinds 1996 het Flag Heritage Centre gevestigd. 

## Etymologie
Volgens de traditie is Athelstaneford afgeleid van een Saksische koning genaamd Æþelstēn (‘edelsteen’). De vijftiende-eeuwse kroniek Scotichronicon van Walter Bower beweert dat Óengus II (‘Hungus’), koning der Picten, omstreeks het jaar 832 samen met de Schotten van Dalriada een veldslag tegen de Saksen en Angelen onder leiding van deze Athelstane leidde. Die veldslag greep plaats op een moerassige vlakte in dit gebied, dat destijds tot het Koninkrijk Northumbria behoorde. De heilige Andreas zou daags vóór de slag in een droom voor koning Óengus verschenen zijn. Tijdens de gevechten bad Óengus; er verscheen eensklaps een andreaskruis aan de hemel, waarop hij beloofde dat Sint-Andreas de patroonheilige van Schotland zou worden indien de Picten en Schotten de slag zouden winnen. Óengus slaagde erin Athelstane in de vlakte van de Peffer Burn van zijn paard af te trekken, waarop hij verdronk. Aldus zou de Schotse vlag of ‘Saltire’ ontstaan zijn. Een akker in de buurt van deze waterloop stond op vroege topografische kaarten aangeduid als ‘Bloody Field’.
Een zuiver toponymische verklaring van de naam Athelstaneford is daarentegen dat deze tweemaal ‘stapstenen’ betekent en een combinatie is van het Goidelische àth-eil en het West-Germaanse stān-ford, die allebei ‘voordestenen’ of ‘steenvoorde’ betekenen.

## Ligging
Athelstaneford lag van oudsher tussen twee riviertjes, de Peffer Burn ten noordoosten en de Lug Down Burn ten zuidwesten. Van laatstgenoemde resteren in de eenentwintigste eeuw nog slechts enkele kleine, geïsoleerde waterplassen. Het oorspronkelijke gehucht bevond zich in de lagergelegen velden ten noordoosten van de huidige locatie. In de late achttiende eeuw bouwde Sir David Kinloch, de baronet die het land bezat, op een hoger terrein een nieuw modeldorp om de landbouwers te huisvesten. Athelstaneford is een landelijk gehucht dat enkele malen per dag door de lokale vervoersmaatschappij Eve Coaches wordt bediend. Het dichtstbijzijnde treinstation is Station Drem, een drietal kilometer noordwaarts.

## Geschiedenis
Ada de Warenne, moeder van Willem I van Schotland, gaf de opdracht tot de bouw van de eerste kerk van Athelstaneford in 1176. De moderne dorpskerk dateert uit 1780. In 1658 bestreek Athelstaneford circa 800 tot 1000 acres (circa 3,25 tot 4 km²) en was het eigendom van George Seaton, de earl van Winton. De titel earl van Winton werd verbeurdverklaard in de nasleep van de Jacobitische opstand van 1715. De baronetten Kinloch, heren van Gilmerton, werden daarop landheer van het terrein. 
Anno 1794 bestond in Athelstaneford een bescheiden weefnijverheid. Hier werd gestreept wollen laken geweven dat in Edinburgh als ‘Gilmerton livery’ bekendstond. Een halve eeuw later was deze industrie verdwenen. Sir David Kinloch bouwde eveneens een school en een landhuis in het dorp.
Bekende inwoners van Athelstaneford waren de dominee en dichter Robert Blair, bekend van ‘The Grave’, en vader en zoon Skirving, die beiden op het oude kerkhof begraven zijn. Adam Skirving was de auteur van het nog steeds bekende jakobitische lied ‘Hey, Johnnie Cope’; diens zoon Archibald Skirving was kunstschilder.
Begin eenentwintigste eeuw heeft Athelstaneford een lagere school; medio negentiende eeuw waren er drie dorpsscholen. Eind achttiende eeuw telde het dorp tevens drie herbergen, die verdwenen zijn. Garleton House was een ruïne in het westen van Athelstaneford, gelegen aan de voet van de Garleton Hills. Hierop werden in de negentiende eeuw nieuwe woningen gebouwd.
Op het kerkhof werd in 1965 een monument voor de Schotse vlag gebouwd, naar een ontwerp van F. R. Stevenson. In het Flag Heritage Centre in de duiventoren wordt een projectie met de legende van de Schotse vlag in zeven talen vertoond. Dit centrum is van begin april tot eind oktober geopend.

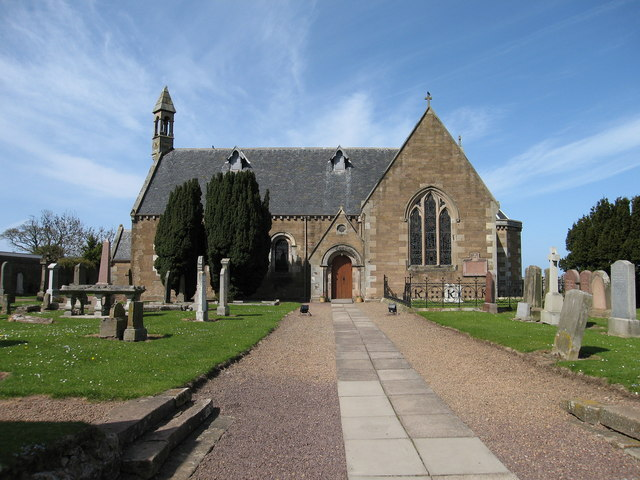
Dorpskerk
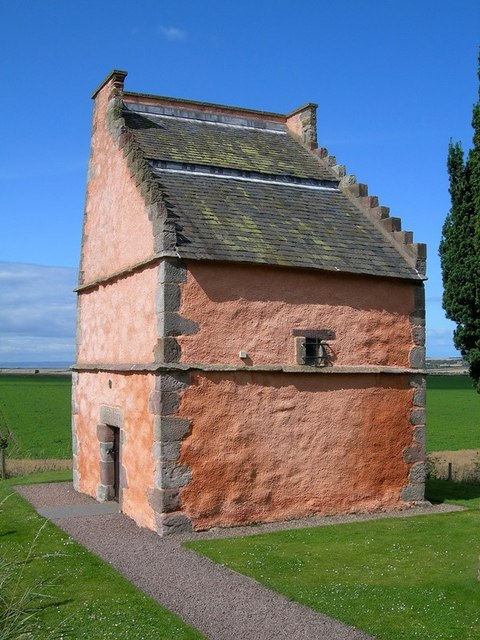
Flag Heritage Centre in de duiventoren
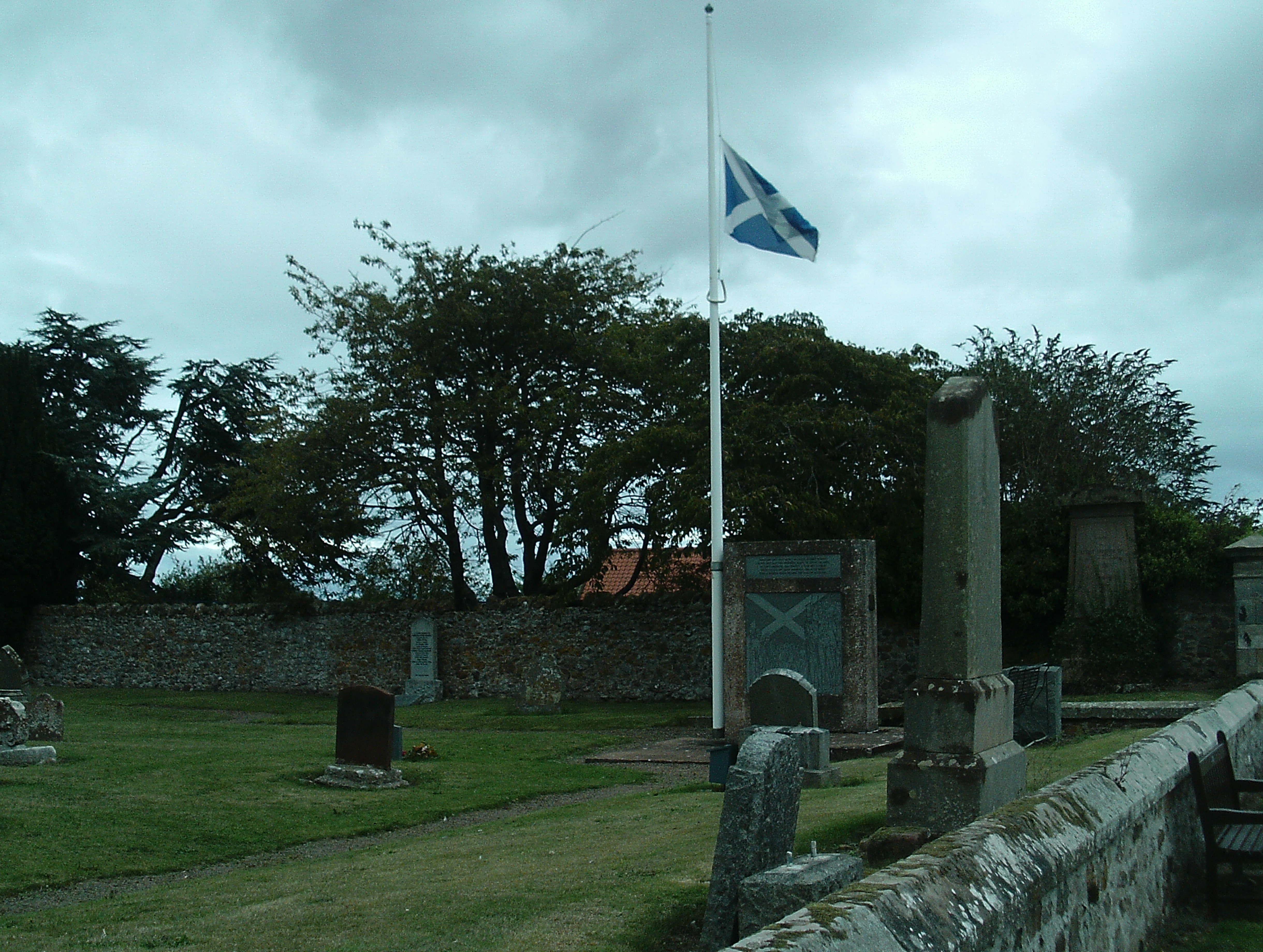
Vlagmonument
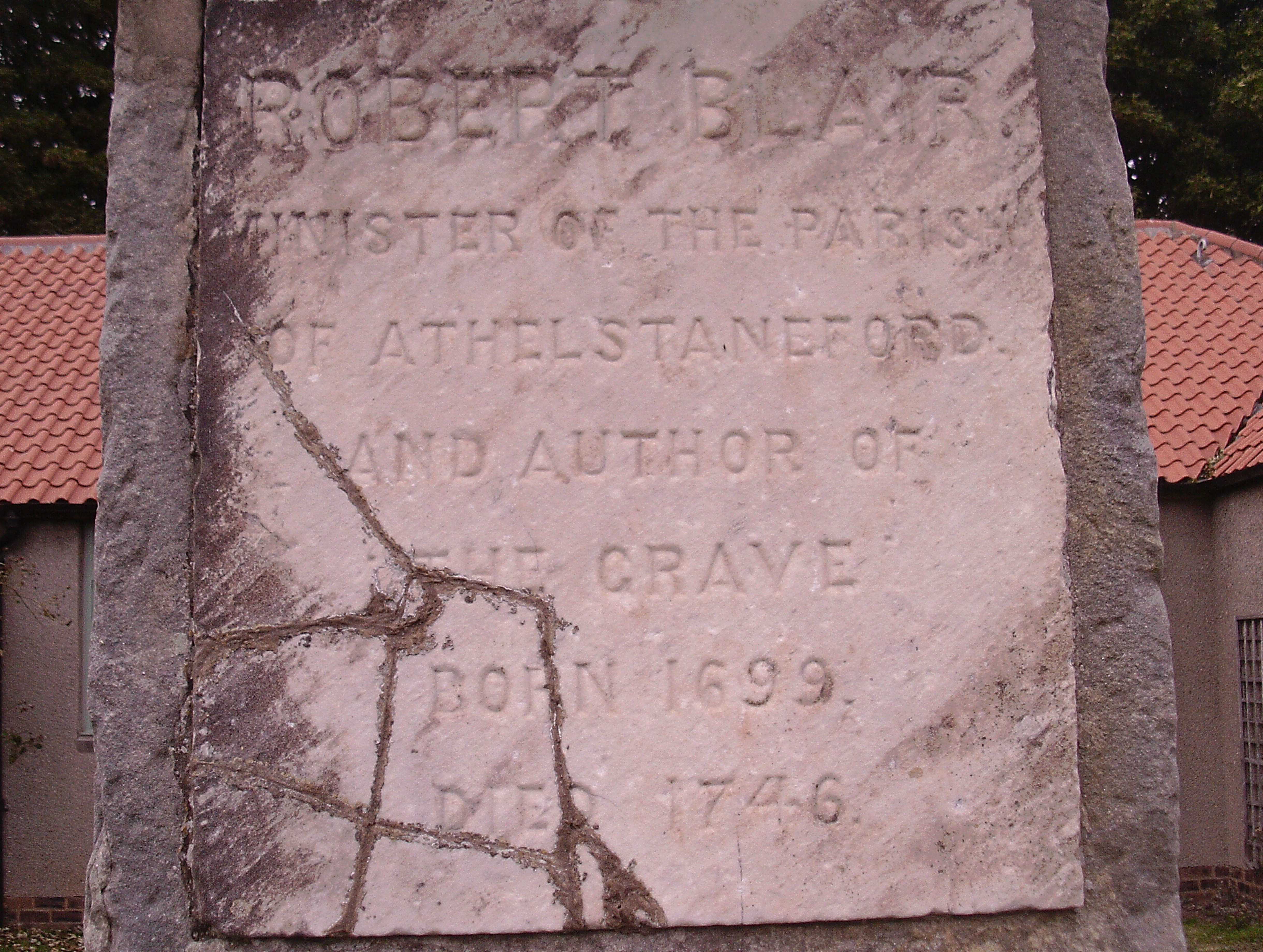
Monument voor Robert Blair
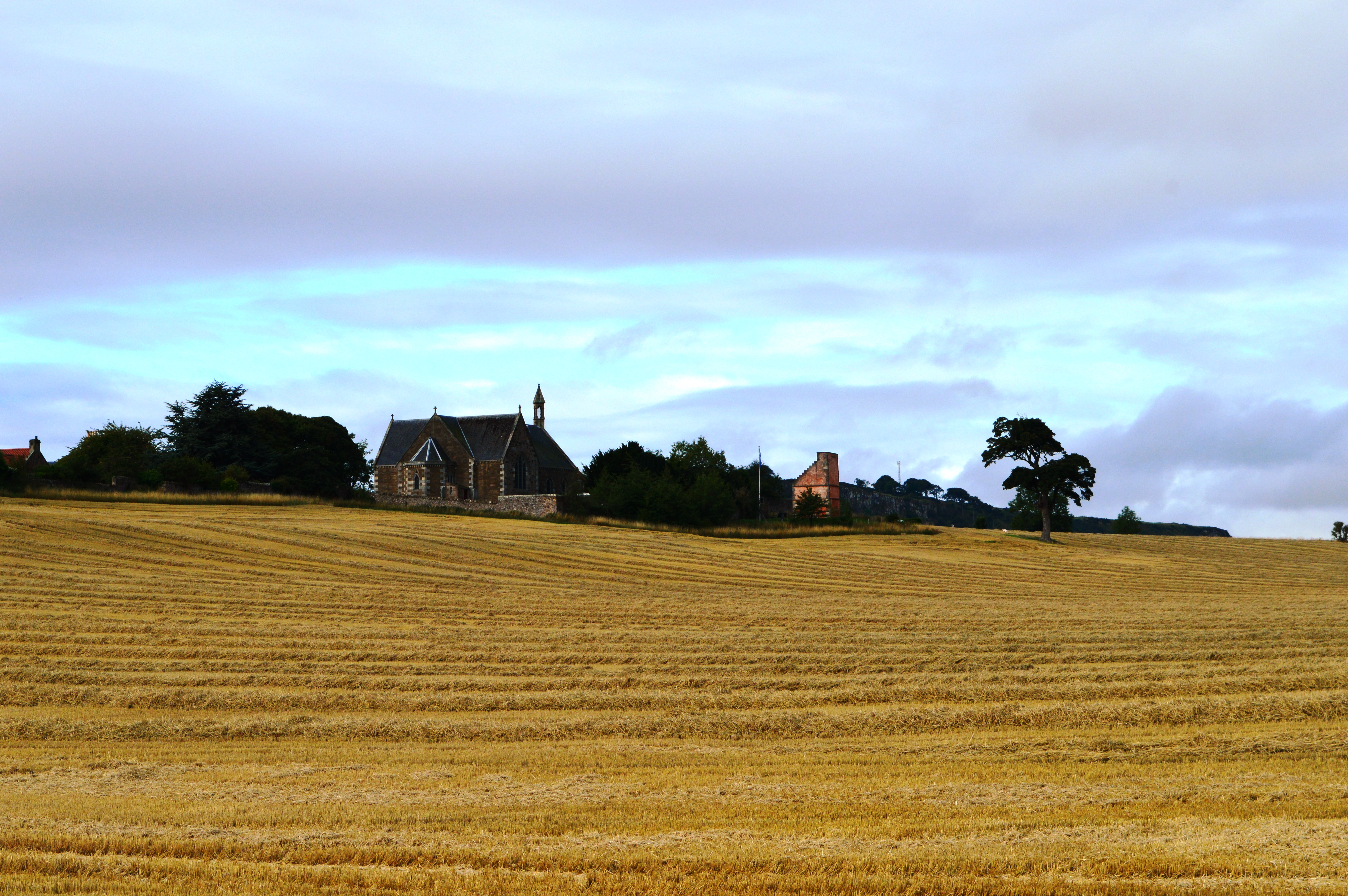
Athelstaneford vanuit het noordoosten
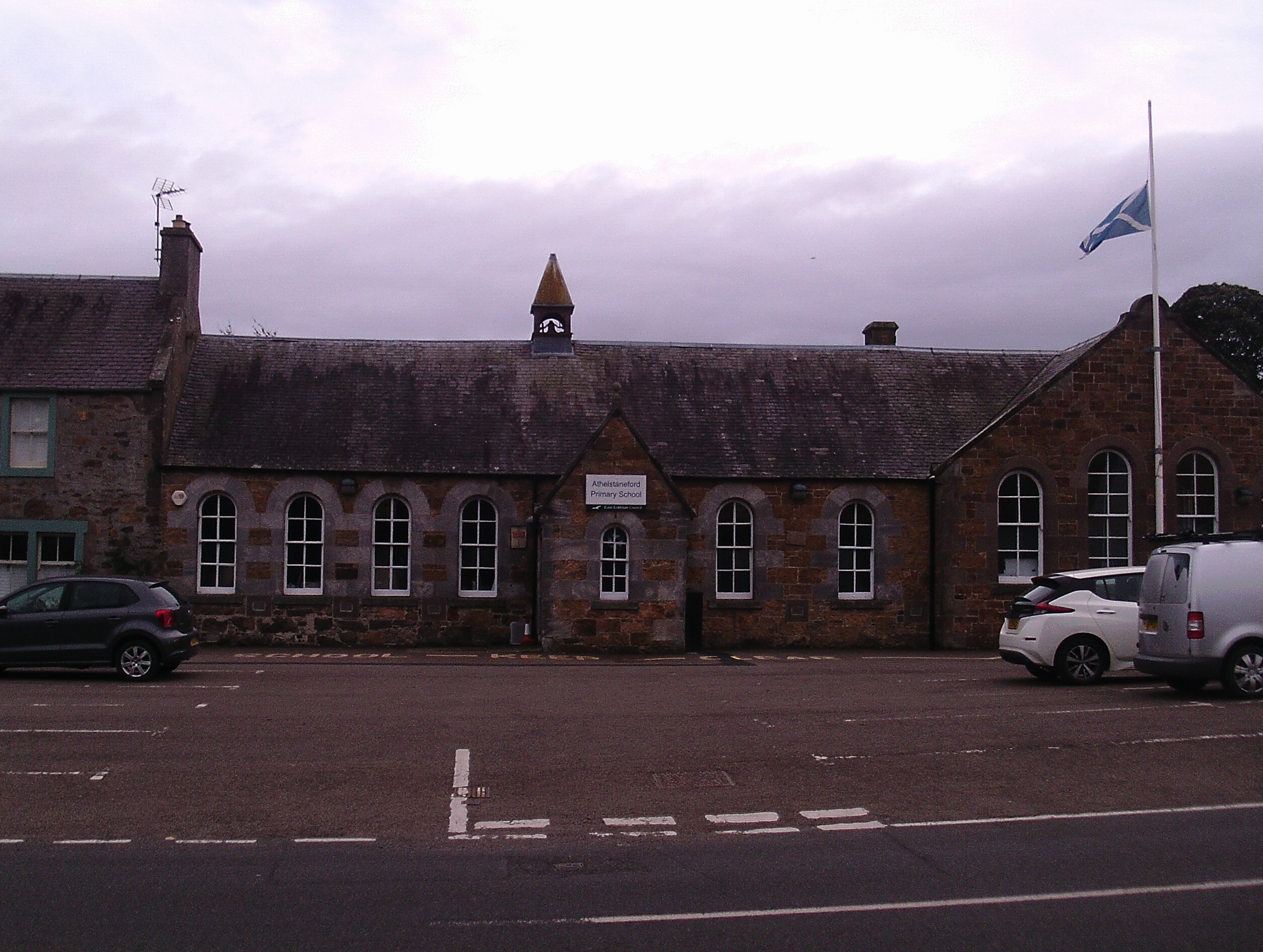
Dorpsschool